# متلازمة العسر التنفيذي
تتظاهر متلازمة العسر التنفيذي (دي إي إس) بمجموعة من الأعراض، الناتجة عادةً عن تلف الدماغ، التي تندرج في كل من الفئات المعرفية، والسلوكية والعاطفية وتميل إلى الظهور سوية. قدّم ألان باديلي المصلح لوصف نموذج شائع من الخلل الوظيفي في الوظائف التنفيذية، مثل التخطيط، والتفكير التجريدي، والمرونة والتحكم السلوكي. يمثل كل من جهاز الذاكرة العاملة المفترض لباديلي والجهاز التنفيذي المركزي، كما يُعتقد، الجهازين الافتراضيين المعطلين في «دي إي إس». عُرفت المتلازمة في السابق باسم متلازمة الفص الجبهي، مع ذلك، يُفضل مصطلح متلازمة العسر التنفيذي نظرًا إلى إبرازه النمط الوظيفي للعجز (الأعراض) على حساب موقع المتلازمة في الفص الجبهي، إذ لا يُعد المنطقة المتأثرة الوحيدة في أغلب الحالات. رمز التصنيف في «آي سي دي – 10 – إف 07».

## الأعراض
تنقسم أعراض «دي إي إس» إلى ثلاث فئات رئيسية: معرفية، وعاطفية وسلوكية. يمكن ملاحظة العديد من الأعراض كنتيجة مباشرة لخلل المكون التنفيذي المركزي في الذاكرة العاملة، الذي يُعد مسؤولًا عن التحكم والتثبيط الانتباهي. على الرغم من حدوث الكثير من الأعراض بشكل مشترك، من الشائع مصادفة المرضى المصابين بأعراض عديدة، لكن ليس جميعها. تمتلك تأثيرات الأعراض المتراكمة وقعًا كبيرًا على الحياة اليومية.

### الأعراض المعرفية
تشير الأعراض المعرفية إلى قدرة الشخص على معالجة الأفكار. تشير المعرفة بشكل أساسي إلى الذاكرة، والقدرة على تعلم المعلومات الجديدة، والكلام وفهم القراءة. يسبب العجز في المنطقة العديد من المشاكل في قرارات الحياة اليومية. تُعد مشاكل التخطيط والتفكير المنطقي من أبرز الصعوبات التي تواجه الأفراد المصابين بمتلازمة العسر التنفيذي. يؤثر خلل التخطيط والتفكير المنطقي في قدرة الفرد على التقييم الواقعي وإدارة المشكلات في حياته اليومية. قد يتعامل الفرد بشكل سيء مع المواقف والمشاكل الجديدة على وجه الخصوص بسبب عدم قدرته على نقل المعرفة السابقة إلى هذا الحدث الجديد. قد يظهر الفرد الذي يعاني من «دي إي إس» مدى انتباه قصير ناتج عن خلل التحكم في الانتباه. يمكن لهذا التأثير في قدرة الفرد على التركيز، بالتالي مواجهته صعوبات في القراءة ومتابعة قصة أو محادثة ما. على سبيل المثال، قد يفقد المصاب مسار المحادثة بسهولة، ما يزيد من صعوبة إجراء محادثة هادفة ويتسبب في تجنب التفاعلات الاجتماعية.
يمتلك الأفراد المصابون بمتلازمة العسر التنفيذي ذاكرة عاملة وذاكرة قصيرة الأمد ضعيفتين للغاية نتيجة الاختلال الوظيفي التنفيذي. يتراوح الاختلال الوظيفي من خفيف ودقيق إلى شديد وواضح. يوجد تنوع هائل في تظاهرات الاختلال الوظيفي التنفيذي مع تأثيرات قوية واضحة في أغلب الحالات من شخصية المصاب، وتجاربه الحياتية وفكره. قد يعاني الأفراد المصابون بمتلازمة العسر التنفيذي من التخريف، الذي يمثل التبليغ التلقائي عن أحداث غير موجودة مطلقًا. يمكن لهذا التأثير على ذاكرة السيرة الذاتية الخاصة بالمريض. يُعتقد أن المرضى غير قادرين على تقييم دقة استعادة الذاكرة، بالتالي التدقيق في الذكريات غير المحتمل وقوعها.
غالبًا ما يعاني الأفراد المصابون بالخرف أو الهذيان أو غيرها من الأمراض النفسية الشديدة المترافقة مع «دي إي إس» من أنماط نوم مضطربة. لا يمتلك بعض هؤلاء المرضى القدرة على تمييز وقت الليل ما قد يؤدي إلى انزعاجهم في حال محاولة شخص ما تصحيح معلوماتهم.

### الأعراض العاطفية
قد يعاني الأفراد المصابون بمتلازمة العسر التنفيذي أعراضًا عاطفية شديدة للغاية، ما قد يؤدي إلى مشاكل واسعة. قد يواجه المصابون أيضًا صعوبات في كبح العديد من أنواع المشاعر مثل الغضب، أو الإثارة، أو الحزن أو الإحباط. نظرًا إلى حدوث خلل متعدد في الوظيفة المعرفية، قد يختبر المصاب مزيدًا من الإحباط عند التعبير عن بعض المشاعر المعينة وفهم كيفية تفسير المواقف اليومية. يظهر الأفراد المصابون بالمتلازمة مستويات أعلى من العدوانية أو الغضب نتيجة افتقارهم إلى القدرات المرتبطة بالتحكم السلوكي. قد يواجهون أيضًا بعض الصعوبات في فهم وجهات نظر الآخرين، ما قد يؤدي إلى مزيد من الغضب والإحباط.

### الأعراض السلوكية
تظهر الأعراض السلوكية بشكل واضح من خلال أفعال الفرد. غالبًا ما يفقد الأفراد المصابون بمتلازمة العسر التنفيذي مهاراتهم الاجتماعية نتيجة خلل أحكامهم وآرائهم المتعلقة بتفكير الآخرين. قد يتعرضون إلى صعوبات في معرفة الطريقة الأنسب للتصرف في المواقف الجماعية، إلى جانب افتقارهم القدرة على اتباع قواعد السلوك الاجتماعية. يساعد التحكم التنفيذي المركزي على التحكم في الاندفاعات؛ بالتالي نتيجة خلله، يعاني المرضى من ضعف التحكم في الاندفاعات. يؤدي هذا إلى مستويات عالية من العدوانية والغضب. تسبب «دي إي إس» أيضًا ظهور المريض كشخص عنيد وأناني.
يحدث سلوك الاستخدام عند استخدام المريض لشيء ما تلقائيًا بطريقة مناسبة، لكن في وقت غير مناسب. على سبيل المثال، يبدأ المريض المصاب بمتلازمة «دي إي إس» بالكتابة في حال وضع ورقة وقلم أمامه ويبدأ تلقائيًا بتوزيع مجموعة ورق اللعب في حال وضعها أمامه. يبدأ المرضى الذين يعانون من هذا العرض في تنفيذ هذا السلوك في منتصف المحادثات أو أثناء الاختبارات السمعية. ينتج سلوك الاستخدام، كما يُعتقد، عن بدء فعل ما بمجرد رؤية الشيء، لكن مرضى «دي إي إس» مفتقرون إلى التحكم التنفيذي المركزي المسؤول عن كبح هذا الفعل ومنع التصرف بناءً عليه في الأوقات غير المناسبة.
غالبًا ما تُلاحظ المداومة لدى المرضى المصابين بمتلازمة العسر التنفيذي. تحدث المداومة عند تكرار الأفكار، أو السلوكيات أو الأفعال بعد إنهائها بالفعل. على سبيل المثال، يُعد الاستمرار في النفخ على عود الثقاب لإطفائه على الرغم من عدم اشتعاله أحد أشكال سلوك المداومة. تنقسم المداومة إلى ثلاثة أنواع: المداومة المستمرة، ومداومة الثبات في المجموعة والمداومة الدورية. تُعد مداومة الثبات في المجموعة الشكل الأكثر شيوعًا في متلازمة العسر التنفيذي. يشير هذا النوع من المداومة إلى عدم قدرة المريض على الخروج من إطار ذهني معين، على سبيل المثال، يستطيع المريض تسمية حيوان واحد فقط عند الطلب منه تسمية عدد من الحيوانات. في حال طلبك منه تسمية عدد من الألوان، يستمر المريض في إعطائك أسماء الحيوانات. قد تفسر المداومة سبب إصابة بعض المرضى بالاضطراب الوسواسي القهري.